# 에센시아 콘셉트
에센시아 콘셉트(영어: Essentia Concept)는 제네시스의 전기차 기반 GT 콘셉트카이다.

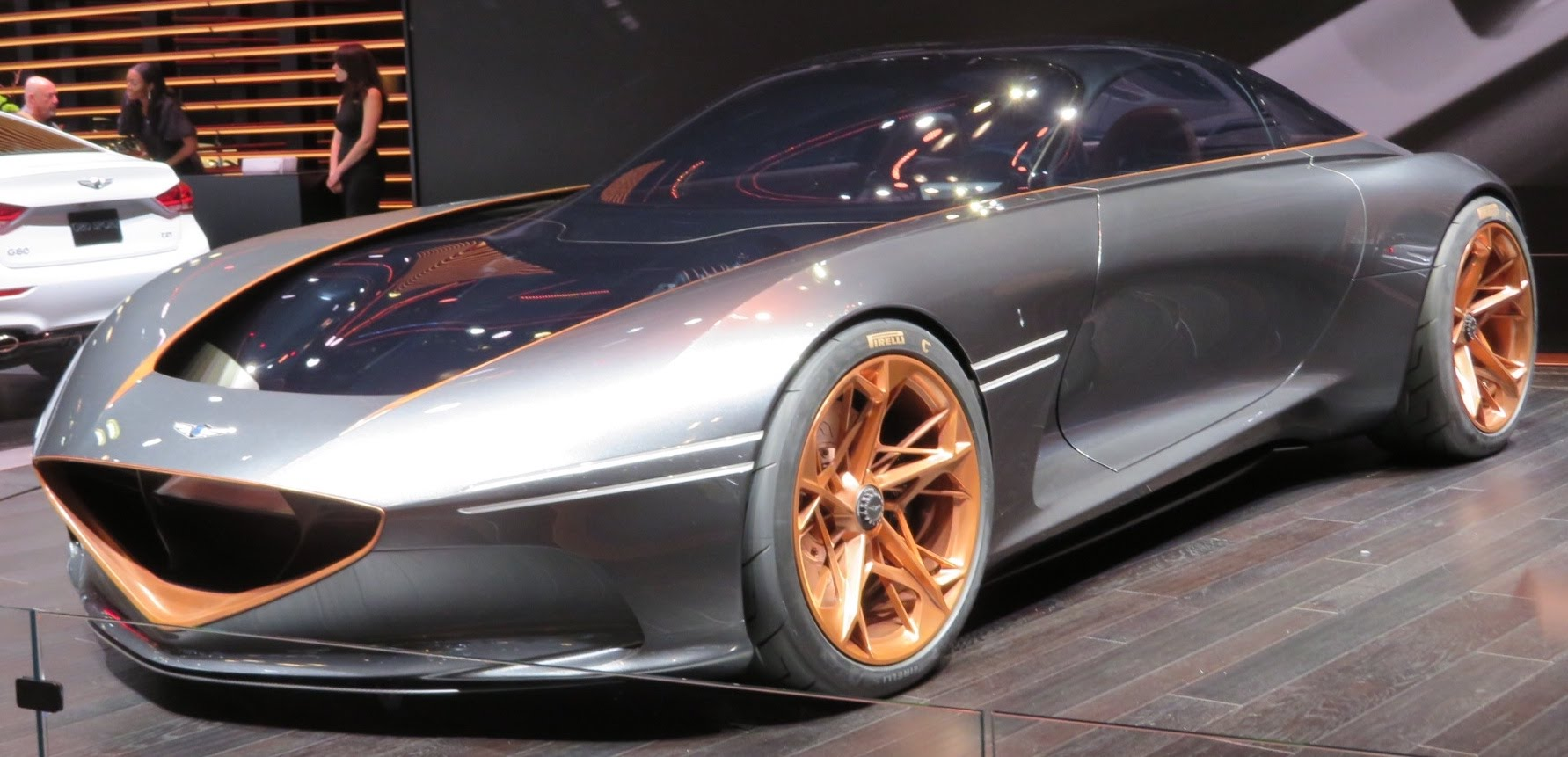
Genesis Essentia Concept front 4.2.18

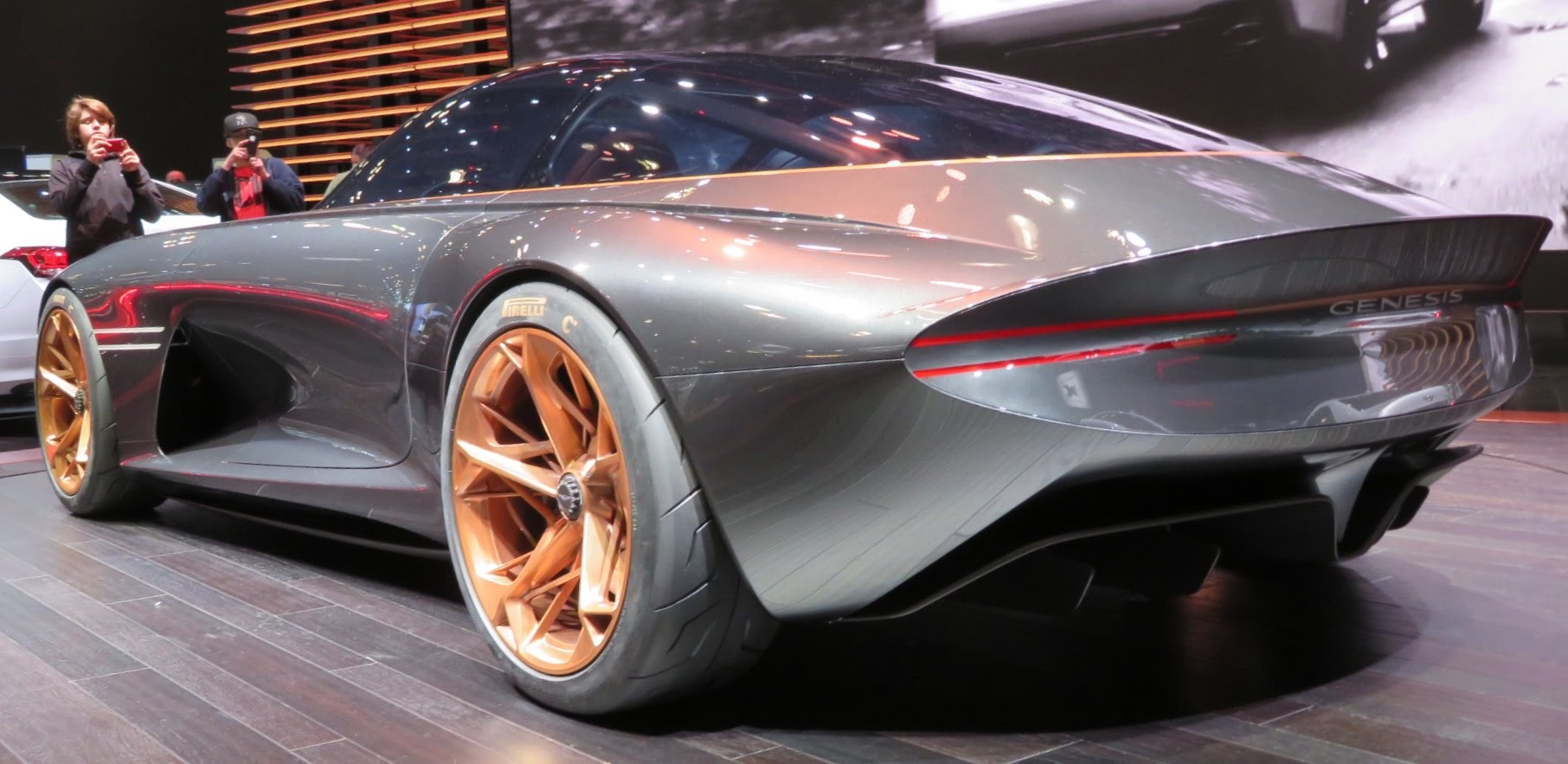
Genesis Essentia Concept rear 4.2.18

## 상세
2018년 3월 29일, 2018 뉴욕 국제 오토쇼에서 최초 공개했다. 전면부는 크레스트 그릴과 노스 콘 스타일의 디자인이 적용됐다. 측면부는 파라볼릭 라인이 리어 휠까지 이어지면서 고급스러운 볼륨감을 제공하고 차량의 구조감과 길이감을 돋보이게 했다. 후면부는 트렁크 리드까지 툭 떨어지는 듯한 에어로 다이내믹 컷-오프 스타일로 디자인되었으며, 리어 램프는 헤드램프와 마찬가지로 직선형 쿼드 램프가 장착되었다. 실내는 운전자와 자동차의 연결성을 중점으로 둔 디자인으로 운전석에는 8인치 와이드 스크린 디스플레이가 적용되었으며, 운전석과 조수석 사이 센터 터널에 고압 전기 배터리팩을 I자로 배치해 전고를 최대한 낮췄다.

## 같이 보기
- 전기차
- 컨셉트 카
- 제네시스
- 현대자동차그룹